# Cesena Football Club 2019-2020
Questa voce raccoglie le informazioni riguardanti il Cesena Football Club nelle competizioni ufficiali della stagione 2019-2020.

## Stagione
Nella stagione 2019-2020 il Cesena disputa il girone B del campionato di Serie C, un campionato sospeso a fine febbraio per l'aggravarsi della pandemia da Covid-19, e non più ripreso, ma omologato con i risultati conseguiti fino alla 27ª giornata, nel Consiglio Federale dell'8 giugno 2020. Il Cesena con 30 punti ha raccolto il tredicesimo posto. Allenata da Francesco Modesto la squadra romagnola a metà campionato è dodicesima con 24 punti. Poi l'aggravarsi della pandemia ha costretto a giocare diverse gare a porte chiuse, fino alla sospensione. A fine gennaio William Viali è subentrato a Modesto, ma poche settimane dopo si è smesso di giocare. In doppia cifra è giunto il croato Karlo Butic con 10 reti segnate in 27 incontri. Nella Coppa Italia di Serie C il Cesena vince il girone E di qualificazione eliminando Rimini e Vis Pesaro, nei sedicesimi supera (2-4) il Ravenna, poi negli ottavi viene eliminato dal Piacenza, che pareggia (1-1) ma vince (2-4) ai calci di rigore.

## Divise e sponsor
Anche per questa stagione, in virtù dell'accordo triennale, lo sponsor tecnico sarà sempre affidata all'azienda giapponese Mizuno e ugualmente il main sponsor sulla maglia rimarrà PLT puregreen. La prima maglia rimarrà come tradizione bianco e nera, la seconda maglia nera con dettagli bianchi, e la terza blu.
Per quanto riguarda gli altri sponsor pubblicitari rimarranno tutti gli stessi, tra i più noti per esempio Orogel, Amadori e Technogym e ovviamente Pubblisole. 
| Casa | Trasferta | Terza divisa |

## Organigramma societario
Aggiornato al 24 agosto 2019.
Area direttiva
- Presidente: Corrado Augusto Patrignani
- Amministratore delegato: Gianluca Padovani
- Direttore Generale: Daniele Martini
- Club Manager: Alberto Santarelli
- Segretario Generale: Marco Valentini
- Segretario Settore Giovanile: Filippo Biondi
- Responsabile sicurezza: Gianluca Campana

Area comunicazione e marketing
- Responsabile Marketing: Alessandro Ugoccioni
- Addetto Stampa: Enrico Marinò

Area sportiva
- Direttore sportivo: Alfio Pelliccioni
- Team Manager: Matteo Visani

Area tecnica
- Allenatore: Francesco Modesto
- Vice Allenatore: Maurizio Perrelli
- Collaboratore tecnico: Giacomo Gigliotti
- Preparatori atletici: Manuel Gallelli, Massimo Magrini,
- Preparatore dei Portieri: Francesco Antonioli
- Magazzinieri: Mauro Detti, Nicolino Petrosino

Area sanitaria
- Responsabile Sanitario: Marco Boschetti
- Medico Sociale: Piero Candoli
- Massaggiatori: Costantino Cucciniello, Marco Fraticelli, Stefano Valentini

## Rosa
- Aggiornata al 31 gennaio 2020[3]

| N. |                     | Ruolo | Calciatore                    |
| -- | ------------------- | ----- | ----------------------------- |
| 1  | Italia (bandiera)   | P     | Federico Agliardi             |
| 2  | Italia (bandiera)   | C     | Federico Giraudo              |
| 3  | Italia (bandiera)   | D     | Emanuele Valeri               |
| 4  | Italia (bandiera)   | C     | Giacomo Rosaia                |
| 5  | Italia (bandiera)   | D     | Fabrizio Brignani             |
| 6  | Italia (bandiera)   | D     | Rosario Maddaloni             |
| 7  | Italia (bandiera)   | A     | Simone Russini                |
| 8  | Italia (bandiera)   | C     | Giuseppe De Feudis (capitano) |
| 9  | Croazia (bandiera)  | A     | Karlo Butić                   |
| 10 | Colombia (bandiera) | C     | Juan Manuel Valencia          |
| 10 | Italia (bandiera)   | A     | Salvatore Caturano            |
| 11 | Italia (bandiera)   | C     | Simone Franchini              |
| 11 | Italia (bandiera)   | C     | Davide Munari                 |
| 13 | Italia (bandiera)   | D     | Luca Ricci                    |
| 14 | Italia (bandiera)   | A     | Matteo Pantaleoni             |
| 15 | Italia (bandiera)   | D     | Andrea Ciofi                  |
| 16 | Italia (bandiera)   | C     | Domenico Franco               |

| N. |                   | Ruolo | Calciatore            |
| -- | ----------------- | ----- | --------------------- |
| 17 | Italia (bandiera) | C     | Francesco Ardizzone   |
| 18 | Italia (bandiera) | A     | Manuel Sarao          |
| 19 | Italia (bandiera) | A     | Tommaso Leon Bernardi |
| 20 | Italia (bandiera) | A     | Andrea Zammarchi      |
| 20 | Italia (bandiera) | A     | Giacomo Zecca         |
| 20 | Italia (bandiera) | A     | Simone Lo Faso        |
| 22 | Italia (bandiera) | P     | Alberto Olivieri      |
| 23 | Italia (bandiera) | D     | Roberto Sabato        |
| 24 | Italia (bandiera) | A     | Alessio Zerbin        |
| 25 | Italia (bandiera) | D     | Alessandro Brunetti   |
| 26 | Italia (bandiera) | A     | Matteo Cortesi        |
| 27 | Italia (bandiera) | C     | Giuseppe Zampano      |
| 28 | Italia (bandiera) | A     | Giuseppe Borello      |
| 29 | Italia (bandiera) | D     | Ivan De Santis        |
| 30 | Italia (bandiera) | P     | Gianmarco Stefanelli  |
| 32 | Italia (bandiera) | C     | Nicola Capellini      |
| 33 | Italia (bandiera) | P     | Leonardo Marson       |

## Calciomercato

### Sessione estiva (dal 1º luglio al 31 agosto)
| Acquisti | Acquisti              | Acquisti              | Acquisti              |
| R.       | Nome                  | da                    | Modalità              |
| -------- | --------------------- | --------------------- | --------------------- |
| P        | Leonardo Marson       | Olbia                 | definitivo (10/07)    |
| P        | Alberto Olivieri      | Cesena U19            | aggregato (04/11)     |
| P        | Gianmarco Stefanelli  | Vis Pesaro            | definitivo (08/07)    |
| D        | Fabrizio Brignani     | Bologna               | prestito (12/07)      |
| D        | Alessandro Brunetti   | Forlì                 | prestito (26/07)      |
| D        | Andrea Ciofi          | Imolese               | definitivo (09/07)    |
| D        | Marco Dell'Aquila     | Pianese               | definitivo (01/07)    |
| D        | Federico Giraudo      | Torino                | prestito (02/09)      |
| D        | Rosario Maddaloni     | Palermo               | definitivo (25/07)    |
| D        | Luca Ricci            | Carrarese             | definitivo (09/07)    |
| D        | Roberto Sabato        | Rende                 | definitivo (10/07)    |
| D        | Apostolos Stikas      | Mezzolara             | fine prestito (30/06) |
| C        | Simone Franchini      | Sassuolo              | definitivo (12/07)    |
| C        | Domenico Franco       | Rende                 | definitivo (16/07)    |
| C        | Nicola Gori           | Giulianova            | fine prestito (30/06) |
| C        | Giacomo Rosaia        | Carrarese             | definitivo (10/07)    |
| C        | Juan Manuel Valencia  | Bologna               | prestito (12/07)      |
| A        | Tommaso Leon Bernardi | Santarcangelo         | definitivo (01/07)    |
| A        | Giuseppe Borello      | Crotone               | prestito (18/07)      |
| A        | Karlo Butić           | Torino                | prestito (18/07)      |
| A        | Matteo Cortesi        | Forlì                 | definitivo (08/07)    |
| A        | Mattia Gasperoni      | San Marino            | fine prestito (30/06) |
| A        | Yaya Jassey           | Ronco Edelweiss Forlì | definitivo (01/07)    |
| A        | Matteo Pantaleoni     | Vis Pesaro Giovanili  | definitivo (26/07)    |
| A        | Simone Russini        | Siracusa              | definitivo (09/07)    |
| A        | Manuel Sarao          | Virtus Francavilla    | definitivo (30/07)    |
| A        | Giacomo Zecca         | Sassuolo              | definitivo (01/09)    |
| A        | Alessio Zerbin        | Napoli                | prestito (24/07)      |

| Cessioni | Cessioni              | Cessioni            | Cessioni              |
| R.       | Nome                  | a                   | Modalità              |
| -------- | --------------------- | ------------------- | --------------------- |
| P        | Ângelo Bedendo        | Union Clodiense CS  | definitivo (01/07)    |
| P        | Lorenzo Sarini        | Chievo              | fine prestito (30/06) |
| D        | Maikol Benassi        |                     | svincolato (01/07)    |
| D        | Andrea Ciofi          | Imolese             | fine prestito (30/06) |
| D        | Marco Dell'Aquila     | Follonica Gavorrano | prestito (26/07)      |
| D        | Luca Mantovani        | Bologna U19         | fine prestito (30/06) |
| D        | Simone Marfella       |                     | svincolato (01/07)    |
| D        | Mario Noce            | Catania U19         | fine prestito (30/06) |
| D        | Christian Rutjens     |                     | svincolato (01/07)    |
| D        | Apostolos Stikas      | Kavala              | definitivo (05/08)    |
| D        | Francesco Viscomi     | Foggia              | definitivo (07/08)    |
| D        | Andrea Zamagni        | Forlì               | definitivo (11/07)    |
| C        | Davide Biondini       |                     | ritiro (01/07)        |
| C        | Francesco Campagna    | Foggia              | prestito (01/07)      |
| C        | Jacopo Fortunato      | Seregno             | definitivo (01/07)    |
| C        | Nicola Gori           | Trestina            | definitivo (01/07)    |
| C        | Davide Munari         | Torino U19          | fine prestito (30/06) |
| C        | Brenton Tola          | Diegaro             | definitivo (08/07)    |
| A        | Danilo Alessandro     | Campobasso          | definitivo (27/07)    |
| A        | Nicola Andreoli       | Chievo U19          | fine prestito (30/06) |
| A        | Tommaso Leon Bernardi | Cattolica S.M.      | prestito (14/08)      |
| A        | Ciro De Angelis       | Ciliverghe Mazzano  | definitivo (01/07)    |
| A        | Mattia Gasperoni      | Cattolica S.M.      | definitivo (01/08)    |
| A        | Yaya Jassey           | Savignanese         | prestito (30/07)      |
| A        | Giovanni Ricciardo    | Palermo             | definitivo (04/08)    |
| A        | Simone Tonelli        | Campodarsego        | definitivo (01/07)    |
| A        | Loris Tortori         |                     | svincolato (01/07)    |
| A        | Andrea Zammarchi      | Campobasso          | prestito (16/08)      |

### Sessione invernale (dal 2 al 31 gennaio)
| Acquisti | Acquisti              | Acquisti            | Acquisti                         |
| R.       | Nome                  | da                  | Modalità                         |
| -------- | --------------------- | ------------------- | -------------------------------- |
| D        | Ivan De Santis        | Virtus Entella      | prestito (20/01)                 |
| D        | Marco Dell'Aquila     | Follonica Gavorrano | risol. consens. prestito (02/12) |
| C        | Francesco Ardizzone   | Virtus Entella      | definitivo (17/01)               |
| C        | Fabio Corigliano      |                     | svincolato (08/01)               |
| C        | Davide Munari         | Torino U19          | definitivo (31/01)               |
| C        | Giuseppe Zampano      |                     | svincolato (05/12)               |
| A        | Tommaso Leon Bernardi | Cattolica S.M.      | risol. consens. prestito (23/12) |
| A        | Salvatore Caturano    | Virtus Entella      | definitivo (22/01)               |
| A        | Simone Lo Faso        | Lecce               | definitivo (31/01)               |

| Cessioni | Cessioni              | Cessioni    | Cessioni                           |
| R.       | Nome                  | a           | Modalità                           |
| -------- | --------------------- | ----------- | ---------------------------------- |
| D        | Marco Dell'Aquila     | Sangiustese | prestito (10/01)                   |
| C        | Fabio Corigliano      | Forlì       | prestito (09/01)                   |
| C        | Simone Franchini      | Piacenza    | definitivo (16/01)                 |
| C        | Juan Manuel Valencia  | Bologna     | risol. consens. prestito (01/01)   |
| A        | Tommaso Leon Bernardi | Savignanese | prestito (11/01)                   |
| A        | Matteo Pantaleoni     | Jesina      | prestito (30/01)                   |
| A        | Manuel Sarao          | Reggina     | definitivo (02/01)                 |
| A        | Giacomo Zecca         | Padova      | prestito con dir. di risc. (31/01) |

## Risultati

### Serie C

#### Girone di andata
| Arbitro: | Natilla (Molfetta) |

|                                               |           |             |
| Vano 17’, 58’ Jelenič 68’ (rig.) Carletti 90’ | Marcatori | 44’ Borello |

| Arbitro: | Cascone (Nocera Inferiore) |

|           |           |                             |
| Butić 32’ | Marcatori | 71’ (aut.) Butić 72’ Voltan |

| Arbitro: | Galipò (Firenze) |

|  |           |                |
|  | Marcatori | 70’, 75’ Butić |

| Arbitro: | Meraviglia (Pistoia) |

|                                       |           |                          |
| Zecca 7’ Borello 66’ Sarao 90’ (rig.) | Marcatori | 71’ Giorico 73’ Granoche |

| Arbitro: | Paterna (Teramo) |

|           |           |            |
| Zecca 56’ | Marcatori | 31’ Paponi |

| Arbitro: | Marcenaro (Genova) |

|           |           |  |
| Soleri 7’ | Marcatori |  |

| Arbitro: | Frascaro (Firenze) |

|           |           |  |
| Butić 15’ | Marcatori |  |

| Arbitro: | Santoro (Messina) |

|                                      |           |                  |
| Vandeputte 29’ Giacomelli 60’ (rig.) | Marcatori | 21’ (rig.) Sarao |

| Arbitro: | Colombo (Como) |

|             |           |                                       |
| Borello 62’ | Marcatori | 25’ Rapisarda 29’ Angiulli 78’ Miceli |

| Arbitro: | Ricci (Firenze) |

|             |           |                  |
| Arlotti 62’ | Marcatori | 25’ (rig.) Butić |

| Arbitro: | Repace (Perugia) |

|  |           |              |
|  | Marcatori | 77’ Petrella |

| Arbitro: | Fontani (Siena) |

|                |           |            |
| Nocciolini 45’ | Marcatori | 50’ Valeri |

| Arbitro: | Cosso (Reggio Calabria) |

|                                   |           |                                           |
| Maistrrello 19’, 52’ Molinari 83’ | Marcatori | 32’ (rig.) Butić 37’ Rosaia 66’ D. Franco |

| Cesena 9 novembre 2019, ore 20.45 CET 14ª giornata | Cesena           | 0 – 0 referto | Reggio Audace | Orogel Stadium-Dino Manuzzi (10 100 spett.)\| Arbitro: \| Zufferli (Udine) \| |
| Arbitro:                                           | Zufferli (Udine) |               |               |                                                                               |

| Arbitro: | Nicoletti (Catanzaro) |

|  |           |                             |
|  | Marcatori | 4’ (rig.) Butić 90’ Russini |

| Arbitro: | Gariglio (Pinerolo) |

|             |           |  |
| Borello 34’ | Marcatori |  |

| Arbitro: | Galipò (Firenze) |

|                               |           |                         |
| L. Guidetti 71’ Scarsella 90’ | Marcatori | 42’ Borello 76’ Russini |

| Arbitro: | Fiero (Pistoia) |

|  |           |                                                 |
|  | Marcatori | 3’ (rig.), 50’Barbuti 10’ Di Sabatino 85’ Kanis |

| Arbitro: | Giaccaglia (Jesi) |

|  |           |               |
|  | Marcatori | 17’ D. Franco |

#### Girone di ritorno
| Arbitro: | Feliciani (Teramo) |

|  |           |            |
|  | Marcatori | 42’ Biasci |

| Arbitro: | Scarpa (Collegno) |

|                    |           |  |
| Lazzari 21’ (rig.) | Marcatori |  |

| Arbitro: | Pascarella (Nocera Inferiore) |

|                                           |           |                                        |
| Valeri 50’ Butić 58’ (rig.), 90+3’ (rig.) | Marcatori | 16’ Cazzola 81’ Lupoli 88’ Bentivoglio |

| Arbitro: | Panettella (Bari) |

|                                         |           |                     |
| Gomez 5’, 16’ Granoche 78’ Paulinho 80’ | Marcatori | 48’ (rig.) Caturano |

| Arbitro: | Monaldi (Macerata) |

|                     |           |               |
| Polidori 30’ (rig.) | Marcatori | 47’ Ardizzone |

| Arbitro: | G. Miele (Nola) |

|            |           |             |
| Buglio 33’ | Marcatori | 43’ Borello |

| Arbitro: | Emmanuele (Pisa) |

|            |           |                                          |
| Valeau 33’ | Marcatori | 37’, 49’ Zerbin 41’ (rig.), 59’ Caturano |

| Arbitro: | De Santis (Lecce) |

|                  |           |                                     |
| Butić 76’ (rig.) | Marcatori | 39’ Guerra 65’ Saraniti 70’ Cinelli |

| San Benedetto del Tronto 18 marzo 2020, ore 18:30 CET 28ª giornata | Sambenedettese | – n.d. | Cesena | Stadio Riviera delle Palme |

| Cesena 1 aprile 2020, ore 20:45 CET 29ª giornata | Cesena | – n.d. | Rimini | Orogel Stadium-Dino Manuzzi |

| Bolzano 15 aprile 2020, ore 20:45 CEST 30ª giornata | Südtirol | – n.d. | Cesena | Stadio Druso |

| Cesena 15 marzo 2020, ore CEST 31ª giornata | Cesena | – n.d. | Ravenna | Orogel Stadium-Dino Manuzzi |

| Cesena 22 marzo 2020, ore CEST 32ª giornata | Cesena | – n.d. | Fermana | Orogel Stadium-Dino Manuzzi |

| Reggio Emilia 25 marzo 2020, ore CEST 33ª giornata | Reggiana | – n.d. | Cesena | Mapei Stadium - Città del Tricolore |

| Cesena 29 marzo 2020, ore CEST 34ª giornata | Cesena | – n.d. | Gubbio | Orogel Stadium-Dino Manuzzi |

| Modena 5 aprile 2020, ore CEST 35ª giornata | Modena | – n.d. | Cesena | Stadio Alberto Braglia |

| Cesena 11 aprile 2020, ore CEST 36ª giornata | Cesena | – n.d. | Feralpisalò | Orogel Stadium-Dino Manuzzi |

| Fano 19 aprile 2020, ore CEST 37ª giornata | Fano | – n.d. | Cesena | Stadio Raffaele Mancini |

| Cesena 26 aprile 2020, ore CEST 38ª giornata | Cesena | – n.d. | Arzignano Valchiampo | Orogel Stadium-Dino Manuzzi |

### Coppa Italia Serie C
| Arbitro: | Zucchetti (Siena) |

|              |           |                        |
| Petrovic 86’ | Marcatori | 4’ Butić 18’ De Feudis |

| Arbitro: | Scarpa (Collegno) |

|                                        |           |            |
| Brignani 27’ Capellini 32’ Russini 82’ | Marcatori | Gennari 3’ |

| Arbitro: | Bitonti (Bologna) |

|                            |           |                                              |
| Nocciolini 17’ Fiorani 26’ | Marcatori | 6’, 9’ Giraudo 7’ D. Franco 41’ (rig.) Sarao |

| Arbitro: | Cudini (Fermo) |

|                             |                      |                          |
| Sarao 41’                   | Marcatori            | 38’ Pergreffi            |
| Ciofi Rosaia Franco Borello | Tiri di rigore 2 – 4 | Bolis Nicco Paponi Borri |

## Statistiche

### Statistiche di squadra
Statistiche aggiornate al 27 novembre 2019
| Competizione         | Punti            | In casa | In casa | In casa | In casa | In casa | In casa | In trasferta | In trasferta | In trasferta | In trasferta | In trasferta | In trasferta | Totale | Totale | Totale | Totale | Totale | Totale | D.R. |
| Competizione         | Punti            | G       | V       | N       | P       | Gf      | Gs      | G            | V            | N            | P            | Gf           | Gs           | G      | V      | N      | P      | Gf     | Gs     | D.R. |
| -------------------- | ---------------- | ------- | ------- | ------- | ------- | ------- | ------- | ------------ | ------------ | ------------ | ------------ | ------------ | ------------ | ------ | ------ | ------ | ------ | ------ | ------ | ---- |
| Serie C              | 30               | 13      | 3       | 4       | 6       | 13      | 21      | 14           | 4            | 5            | 5            | 20           | 21           | 27     | 7      | 9      | 11     | 33     | 42     | -9   |
| Coppa Italia Serie C | Ottavi di finale | 2       | 1       | 1       | 0       | 5       | 3       | 2            | 2            | 0            | 0            | 6            | 3            | 4      | 3      | 1      | 0      | 10     | 5      | +5   |
| Totale               | 30               | 15      | 4       | 5       | 6       | 18      | 24      | 16           | 6            | 5            | 5            | 26           | 24           | 31     | 10     | 10     | 11     | 43     | 47     | -4   |

### Andamento in campionato
| Giornata  | 1  | 2  | 3  | 4 | 5 | 6  | 7 | 8  | 9  | 10 | 11 | 12 | 13 | 14 | 15 | 16 | 17 | 18 | 19 | 20 | 21 | 22 | 23 | 24 | 25 | 26 | 27 | 28 | 29 | 30 | 31 | 32 | 33 | 34 | 35 | 36 | 37 | 38 |
| --------- | -- | -- | -- | - | - | -- | - | -- | -- | -- | -- | -- | -- | -- | -- | -- | -- | -- | -- | -- | -- | -- | -- | -- | -- | -- | -- | -- | -- | -- | -- | -- | -- | -- | -- | -- | -- | -- |
| Luogo     | T  | C  | T  | C | C | T  | C | T  | C  | T  | C  | T  | T  | C  | T  | C  | T  | C  | T  | C  | T  | C  | T  | T  | C  | T  | C  | T  | C  | T  | C  | C  | T  | C  | T  | C  | T  | C  |
| Risultato | P  | P  | V  | V | N | P  | V | P  | P  | N  | P  | N  | N  | N  | V  | V  | N  | P  | V  | P  | P  | N  | P  | N  | N  | V  | P  | -  | -  | -  | -  | -  | -  | -  | -  | -  | -  | -  |
| Posizione | 20 | 19 | 13 | 9 | 9 | 11 | 8 | 10 | 11 | 12 | 13 | 15 | 14 | 14 | 12 | 11 | 11 | 12 | 12 | 12 | 13 | 13 | 13 | 13 | 12 | 11 | 13 | -  | -  | -  | -  | -  | -  | -  | -  | -  | -  | -  |

Legenda:

Luogo: C = Casa; T = Trasferta. Risultato: V = Vittoria; N = Pareggio; P = Sconfitta.

### Statistiche dei giocatori
Aggiornate alla 27 giornata (23 febbraio)
Sono in corsivo i calciatori che hanno lasciato la società a stagione in corso.
| Giocatore            | Serie C - Girone B | Serie C - Girone B | Serie C - Girone B | Serie C - Girone B | Coppa Italia Serie C | Coppa Italia Serie C | Coppa Italia Serie C | Coppa Italia Serie C | Totale   | Totale | Totale      | Totale     |
| Giocatore            | Presenze           | Reti               | Ammonizioni        | Espulsioni         | Presenze             | Reti                 | Ammonizioni          | Espulsioni           | Presenze | Reti   | Ammonizioni | Espulsioni |
| -------------------- | ------------------ | ------------------ | ------------------ | ------------------ | -------------------- | -------------------- | -------------------- | -------------------- | -------- | ------ | ----------- | ---------- |
| Federico Agliardi    | 13                 | -21                | 0                  | 0                  | 3                    | -3                   | 0                    | 0                    | 16       | -24    | 0           | 0          |
| Federico Giraudo     | 11                 | 0                  | 2                  | 0                  | 2                    | 2                    | 1                    | 0                    | 13       | 2      | 3           | 0          |
| Emanuele Valeri      | 23                 | 2                  | 4                  | 0                  | 4                    | 0                    | 0                    | 0                    | 27       | 2      | 4           | 0          |
| Giacomo Rosaia       | 24                 | 1                  | 6                  | 0                  | 4                    | 0                    | 0                    | 0                    | 28       | 1      | 6           | 0          |
| Fabrizio Brignani    | 19                 | 0                  | 5                  | 0                  | 3                    | 1                    | 0                    | 0                    | 22       | 1      | 5           | 0          |
| Rosario Maddaloni    | 14                 | 0                  | 3                  | 0                  | 3                    | 0                    | 0                    | 0                    | 17       | 0      | 3           | 0          |
| Simone Russini       | 15                 | 2                  | 1                  | 0                  | 3                    | 1                    | 1                    | 0                    | 18       | 3      | 2           | 0          |
| Giuseppe De Feudis   | 19                 | 0                  | 6                  | 0                  | 2                    | 1                    | 0                    | 0                    | 21       | 1      | 6           | 0          |
| Karlo Butic          | 27                 | 10                 | 1                  | 0                  | 2                    | 1                    | 2                    | 0                    | 29       | 11     | 3           | 0          |
| Juan Manuel Valencia | 9                  | 0                  | 1                  | 1                  | 2                    | 0                    | 2                    | 0                    | 11       | 0      | 3           | 1          |
| Salvatore Caturano   | 5                  | 3                  | 1                  | 0                  | -                    | -                    | -                    | -                    | 5        | 3      | 1           | 0          |
| Davide Munari        | -                  | -                  | -                  | -                  | -                    | -                    | -                    | -                    | -        | -      | -           | -          |
| Luca Ricci           | 15                 | 0                  | 4                  | 0                  | 3                    | 0                    | 0                    | 0                    | 18       | 0      | 4           | 0          |
| Andrea Ciofi         | 17                 | 0                  | 5                  | 0                  | 1                    | 0                    | 0                    | 0                    | 18       | 0      | 5           | 0          |
| Domenico Franco      | 22                 | 2                  | 8                  | 1                  | 3                    | 1                    | 0                    | 0                    | 25       | 3      | 8           | 1          |
| Francesco Ardizzone  | 6                  | 1                  | 2                  | 0                  | -                    | -                    | -                    | -                    | 6        | 1      | 2           | 0          |
| Manuel Sarao         | 17                 | 2                  | 2                  | 0                  | 3                    | 2                    | 1                    | 0                    | 20       | 4      | 3           | 0          |
| Giacomo Zecca        | 18                 | 2                  | 0                  | 0                  | 2                    | 0                    | 0                    | 0                    | 20       | 2      | 0           | 0          |
| Simone Lo Faso       | 3                  | 0                  | 1                  | 0                  | -                    | -                    | -                    | -                    | 3        | 0      | 1           | 0          |
| Alberto Olivieri     | -                  | -                  | -                  | -                  | -                    | -                    | -                    | -                    | -        | -      | -           | -          |
| Roberto Sabato       | 15                 | 0                  | 6                  | 1                  | 2                    | 0                    | 1                    | 0                    | 17       | 0      | 7           | 1          |
| Alessio Zerbin       | 21                 | 2                  | 3                  | -                  | 2                    | 0                    | 1                    | 0                    | 23       | 2      | 4           | 0          |
| Alessandro Brunetti  | 7                  | 0                  | 2                  | 1                  | 3                    | 0                    | 0                    | 0                    | 10       | 0      | 2           | 1          |
| Matteo Cortesi       | 6                  | 0                  | 1                  | 0                  | 3                    | 0                    | 0                    | 0                    | 9        | 0      | 1           | 0          |
| Giuseppe Zampano     | 10                 | 0                  | 2                  | 0                  | -                    | -                    | -                    | -                    | 10       | 0      | 2           | 0          |
| Giuseppe Borello     | 26                 | 6                  | 4                  | 0                  | 3                    | 0                    | 1                    | 0                    | 29       | 6      | 5           | 0          |
| Ivan De Santis       | 4                  | 0                  | 1                  | 0                  | -                    | -                    | -                    | -                    | 4        | 0      | 1           | 0          |
| Gianmarco Stefanelli | -                  | -                  | -                  | -                  | -                    | -                    | -                    | -                    | -        | -      | -           | -          |
| Nicola Capellini     | 17                 | 0                  | 5                  | 0                  | 4                    | 1                    | 1                    | 0                    | 21       | 1      | 6           | 0          |
| Leonardo Marson      | 14                 | -21                | 1                  | 0                  | 1                    | -2                   | 1                    | 0                    | 15       | -23    | 2           | 0          |